# 新店镇 (新沂市)
新店镇，是中华人民共和国江苏省徐州市新沂市下辖的一个乡镇级行政单位。

## 行政区划
新店镇下辖以下地区：
五营村、窑连村、新店村、红旗村、刘庄村、郑沟村、埠湖村、南涧村、北涧村、胡庄村、十墩村、马庄村、大湖村、小湖村和王圩村。